# Schoeniparus castaneceps
Schoeniparus castaneceps é uma espécie de ave da família Pellorneidae.
Pode ser encontrada nos seguintes países: Bangladesh, Butão, China, Índia, Laos, Malásia, Myanmar, Nepal, Tailândia e Vietname.
Os seus habitats naturais são: regiões subtropicais ou tropicais húmidas de alta altitude.